# FC Ponsacco 1920
Il FC Ponsacco 1920 S.S.D., meglio noto come Ponsacco 1920, è una società calcistica italiana con sede nella città di Ponsacco, in provincia di Pisa. Milita in Prima Categoria.

## Storia

### Le origini
Le origini del calcio a Ponsacco risalgono al 1920 quando nacque l'Unione Sportiva Ponsacco. Ha giocato nel 1946-1947 e nel 1947-1948 in Serie C Centro e dal 1989-1990 al 1996-1997 in Serie C2 per otto stagioni consecutive.
Retrocesso dal professionismo nel Campionato Nazionale Dilettanti, rimane nella massima categoria dilettantistica per due stagioni, prima della retrocessione avvenuta nel campionato 1998-99, a cui fece seguito un'immediata retrocessione a epilogo dell'Eccellenza Toscana 1999-2000: il Ponsacco scese così in Promozione. Dopo sei anni di militanza in questa categoria, in seguito all'acquisto della società da parte di Antonio Passerai, al termine della stagione 2005-2006 la società rossoblù ha ottenuto la promozione nel massimo livello regionale.

Una fase di Ponsacco- del campionato di Serie C2 1989-1990, stagione di debutto dei rossoblù nel calcio professionistico.

Nella stagione 2007-2008 ha disputato il campionato di Eccellenza Toscana - Girone A, classificandosi al primo posto e conquistando la promozione in Serie D, dove nella stagione successiva ottiene la salvezza. Nella stagione 2009-2010 la squadra viene inserita nel girone D della Serie D (dove ritrova dopo molti anni il derby contro il Pisa), dove ottiene la salvezza, che le consente di partecipare anche alla Serie D 2010-2011. Tale stagione vede i rossoblù giungere in zona play-out nonostante la miglior difesa del girone, negli spareggi salvezza contro il Carpenedolo la squadra rossoblù vince sia l'andata che il ritorno, ottenendo la salvezza.
Nell'estate 2011 la società si fonde con la Giovanile Staffoli dando vita all'A.S.D. Pelli Santacroce che partecipò alla Serie D.

#### Ponsacco 1920
Per mantenere il calcio nella cittadina ponsacchina viene fondata una nuova squadra con nuova matricola federale denominata Ponsacco 1920 S.S.D. che viene inserita nel Girone A pisano di Terza Categoria. Il suo primo presidente è stato Filippo Ferretti.
Il 25 aprile 2012, vince matematicamente il campionato di Terza Categoria con 4 giornate di anticipo, venendo promosso in Seconda Categoria.
Nella stagione seguente vince il campionato di Seconda Categoria con ben sei giornate di anticipo, il 24 febbraio 2013, dopo aver vinto consecutivamente tutte le prime 24 giornate di campionato. La squadra ottiene poi il record europeo di 30 vittorie consecutive, superando il primato del Benfica che resisteva dal 1973.
Dalla stagione 2013-2014 la squadra partecipa al campionato dell'Eccellenza Toscana grazie alla fusione con il Pisa Sporting Club, seconda squadra della città di Pisa. La nuova società avrà come denominazione FC Ponsacco 1920 S.S.D. Alla prima giornata del nuovo campionato, culminato con la promozione in Serie D, dopo la vittoria 3-0 a Lammari, i rossoblù ottengono 33 vittorie consecutive. Sempre nella stagione 2013-2014, il Ponsacco vince la Coppa Italia di Eccellenza fase regionale Toscana in finale contro la Bucinese per 3-1 e perde la finale nazionale alle due strade di Firenze contro il Campobasso per 3-2. L'anno successivo, in Serie D, conclude il campionato al quarto posto con la possibilità di giocarsi i play-off promozione, persi contro il Poggibonsi.

## Palmarès

### Competizioni interregionali
- Campionato Interregionale: 1

1988-1989 (girone F)

### Competizioni regionali
- Eccellenza: 2

2007-2008 (girone A), 2013-2014 (girone A)
- Promozione: 1

1985-1986 (girone A)
- Prima Categoria: 3

1960-1961 (girone D), 1961-1962 (girone D), 1976-1977 (girone B)
- Seconda Categoria: 2

1975-1976 (girone C), 2012-2013 (girone B)
- Terza Divisione Toscana: 1

1930-1931 (girone E)
- Coppa Italia Dilettanti Toscana: 1

2013-2014

### Competizioni provinciali
- Terza Categoria: 1

2011-2012 (girone A)

## Statistiche e record

### Partecipazione ai campionati
| Livello | Categoria                       | Partecipazioni | Debutto   | Ultima stagione | Totale |
| ------- | ------------------------------- | -------------- | --------- | --------------- | ------ |
| 3º      | Serie C                         | 2              | 1946-1947 | 1947-1948       | 2      |
| 4º      | Serie C2                        | 8              | 1989-1990 | 1996-1997       | 15     |
| 4º      | Serie D                         | 7              | 2014-2015 | 2019-2020       | 15     |
| 5º      | Campionato Interregionale       | 6              | 1981-1982 | 1988-1989       | 11     |
| 5º      | Campionato Nazionale Dilettanti | 2              | 1997-1998 | 1998-1999       | 11     |
| 5º      | Serie D                         | 3              | 2008-2009 | 2010-2011       | 11     |

### Partecipazione alle coppe
| Competizione            | Partecipazioni | Debutto   | Ultima stagione | Totale |
| ----------------------- | -------------- | --------- | --------------- | ------ |
| Coppa Italia            | 1              | 2019-2020 | 2019-2020       | 1      |
| Coppa Italia Serie C    | 8              | 1989-1990 | 1996-1997       | 8      |
| Coppa Italia Serie D    | 9              | 2008-2009 | 2019-2020       | 9      |
| Coppa Italia Dilettanti | 1              | 2013-2014 | 2013-2014       | 1      |